# Koncil v Hiereii
Koncil v Hiereii byl v roce 754 svolán ikonoklastickým císařem Konstantinem V. za účelem odsouzení uctívání ikon. Koncil zavrhl ikonodulii jako herezi a exkomunikoval Jana z Damašku a někdejšího konstantinopolského patriarchu Germana. Jeho závěry byly revidovány Druhým nikajským koncilem, uspořádaným roku 787, jímž bylo znovu povoleno uctívání obrazů.